# 남은주
남은주(1981년 2월 5일 ~ )는 대한민국의 레이싱 모델이다.

## 경력
- 2005년 : 세계 명차 모터쇼
- 2005년 : 서울모터쇼 모델 - Volov
- 2006년 : CJ코리아 GT 챔피언십 레이싱모델
- 2006년 : 2006 엑스 타임 레이싱모델
- 2007년 : 대전국제드림페스티벌 모델
- 2010년 : 일산킨텍스 모터쇼 레이싱모델
- 2010년 : 더 튜닝쇼 레이싱모델
- 2012년 : 서한퍼플모터스포트 레이싱팀 모델
- 2017년 : 시케인 모델

## 수상
- 2008년 : 아시아 모델(오렌지걸)